# 三重県の図書館一覧
三重県の図書館一覧（みえけんのとしょかんいちらん）は、三重県にある図書館の一覧である。学校図書館を除く。
三重県図書館協会の施設会員には※印を付した。

## 県立図書館

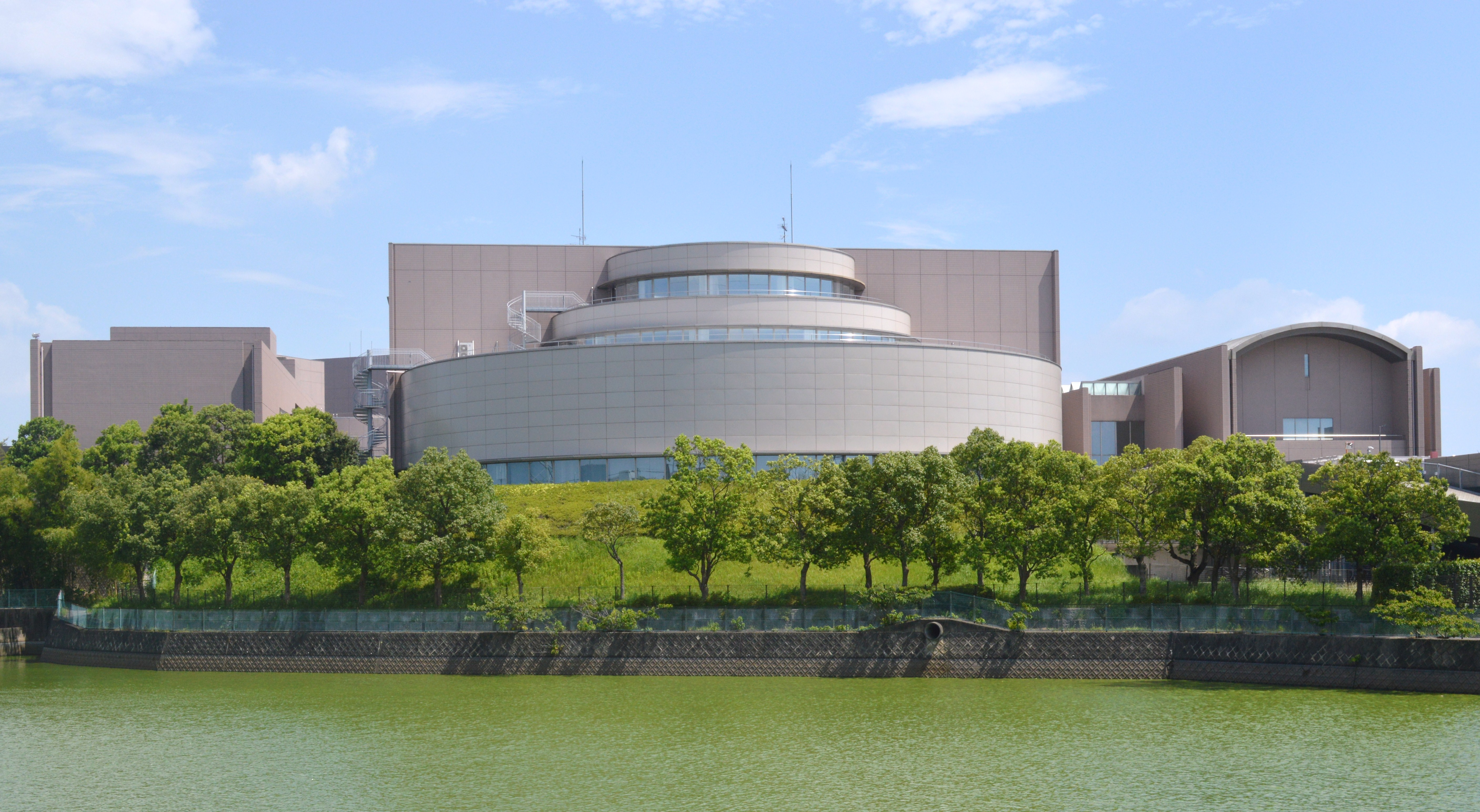
三重県立図書館

- 三重県立図書館※

## 市町村立図書館

### 北勢

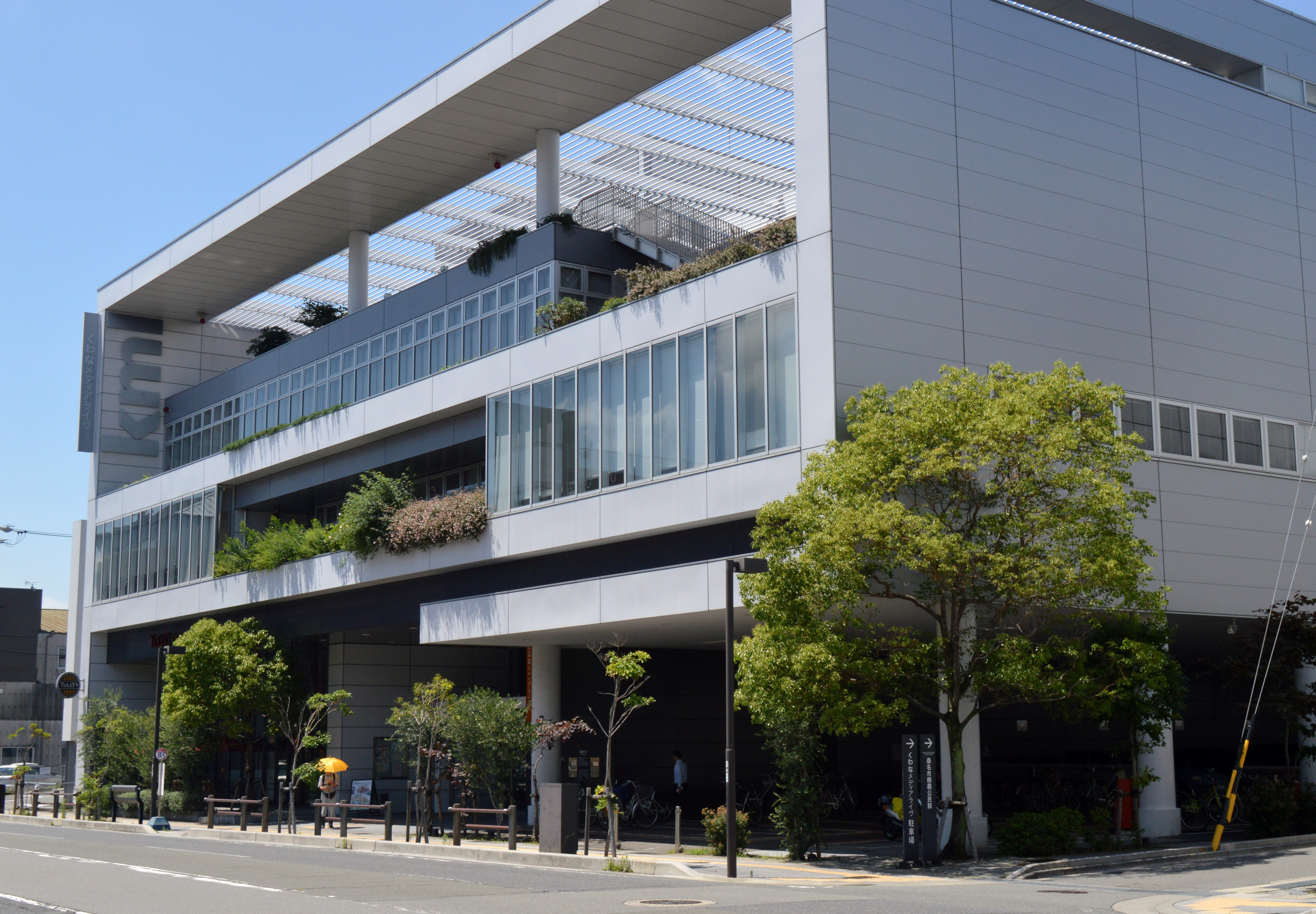
桑名市立中央図書館

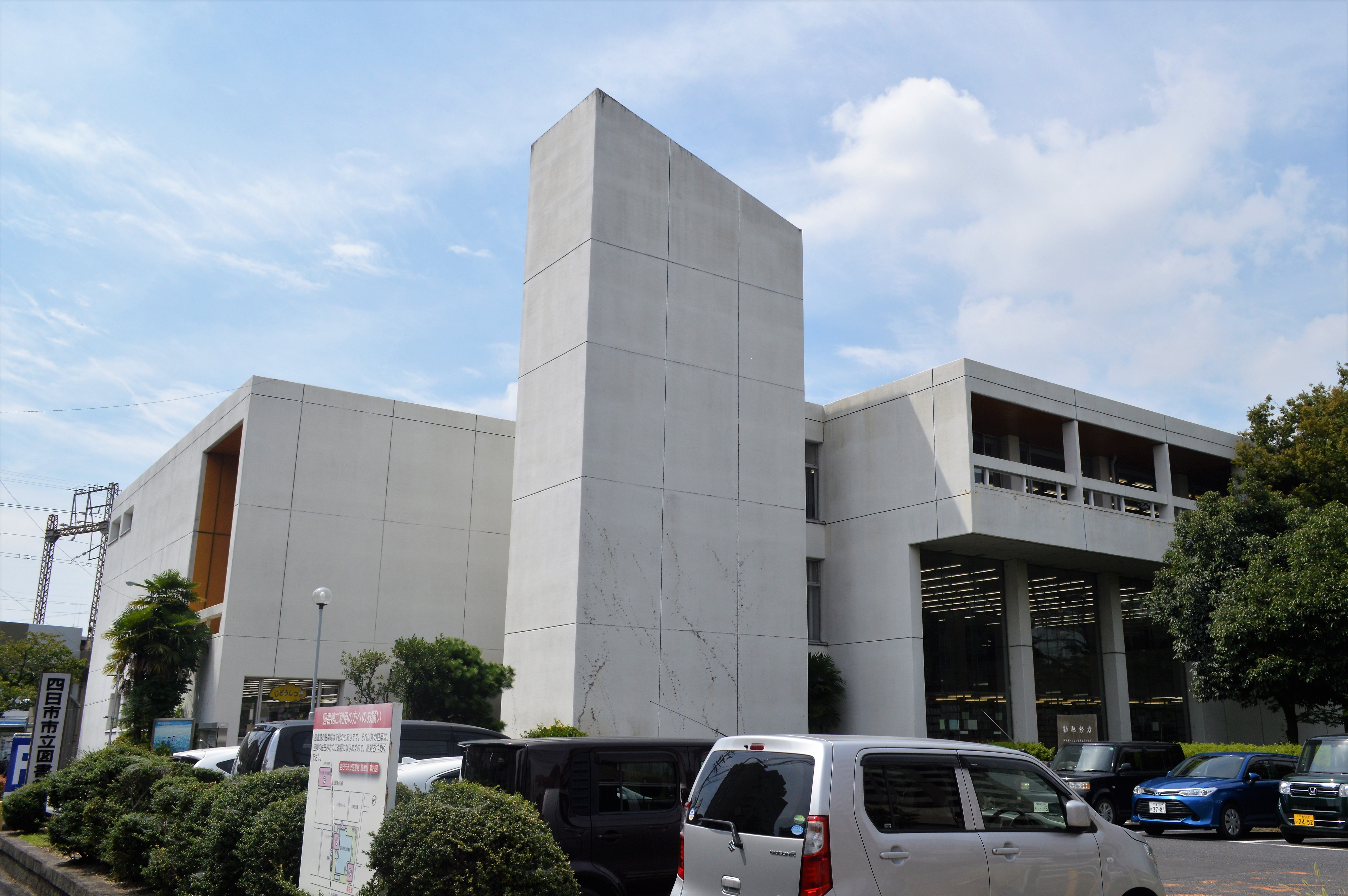
四日市市立図書館

- いなべ市図書館
  - いなべ市北勢図書館※
  - いなべ市員弁図書館※
  - いなべ市大安図書館※
  - いなべ市藤原図書館※
- 桑名市立図書館
  - ふるさと多度文学館※
  - 桑名市立中央図書館※
  - 長島輪中図書館※
- 四日市市立図書館※
  - 四日市市立あさけプラザ図書館※
  - 四日市市立楠交流会館図書室※
  - 四日市公害と環境未来館
- 鈴鹿市立図書館※
  - 鈴鹿市立図書館江島分館
- 亀山市立図書館※
  - 関図書室

桑名郡
- 木曽岬町立図書館※

員弁郡
- 東員町立図書館※

三重郡
- 菰野町図書館※
- あさひライブラリー※
- 川越町あいあいセンター図書室※

### 伊賀

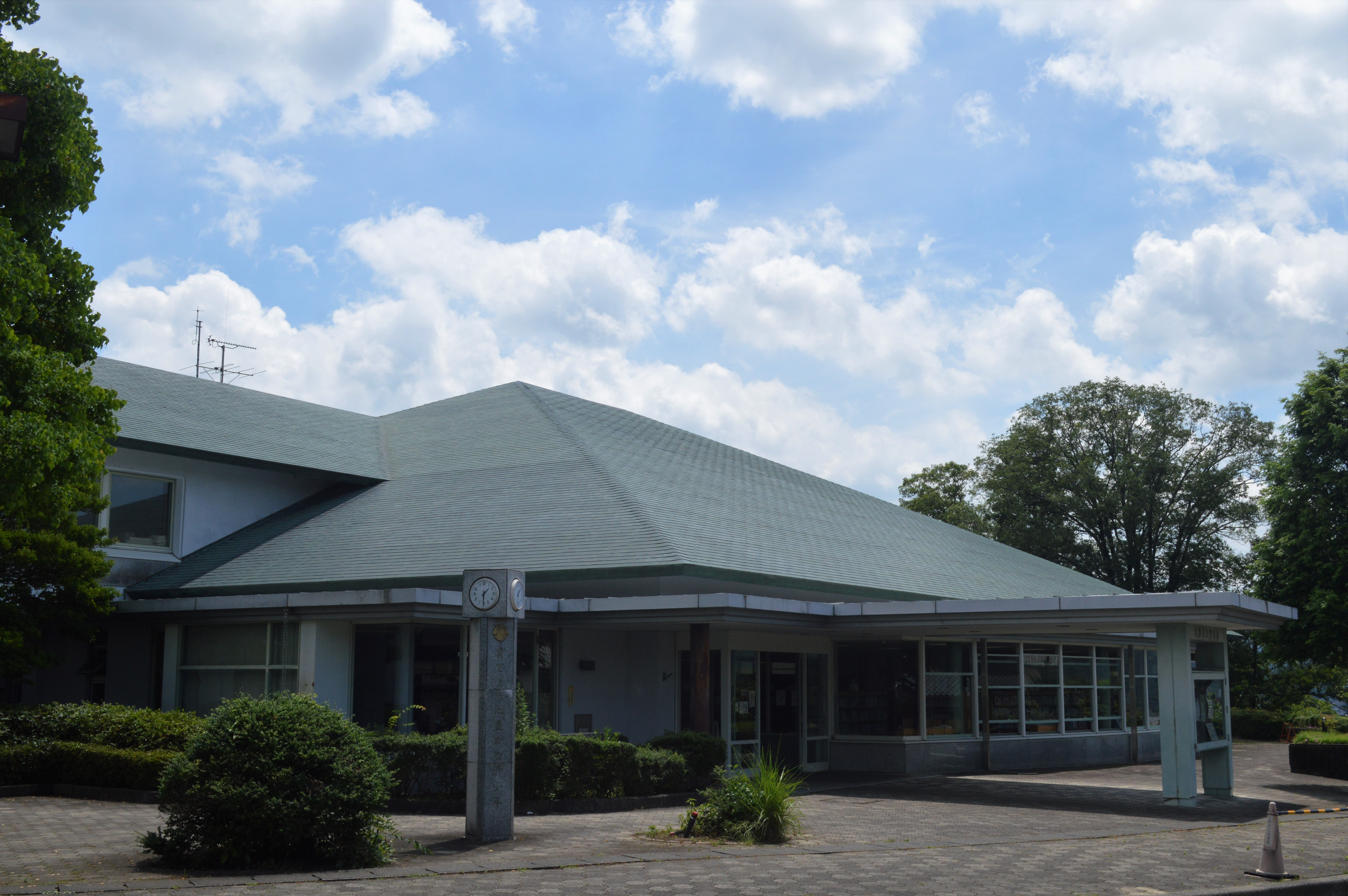
名張市立図書館

- 伊賀市上野図書館※
  - いがまち図書室
  - 阿山図書室
  - 大山田図書室
  - 島ヶ原図書室
  - 青山図書室
- 名張市立図書館※

### 中勢
- 津市図書館
  - 津市津図書館※
    - 津市津図書館美杉図書室

  - 津市久居ふるさと文学館※

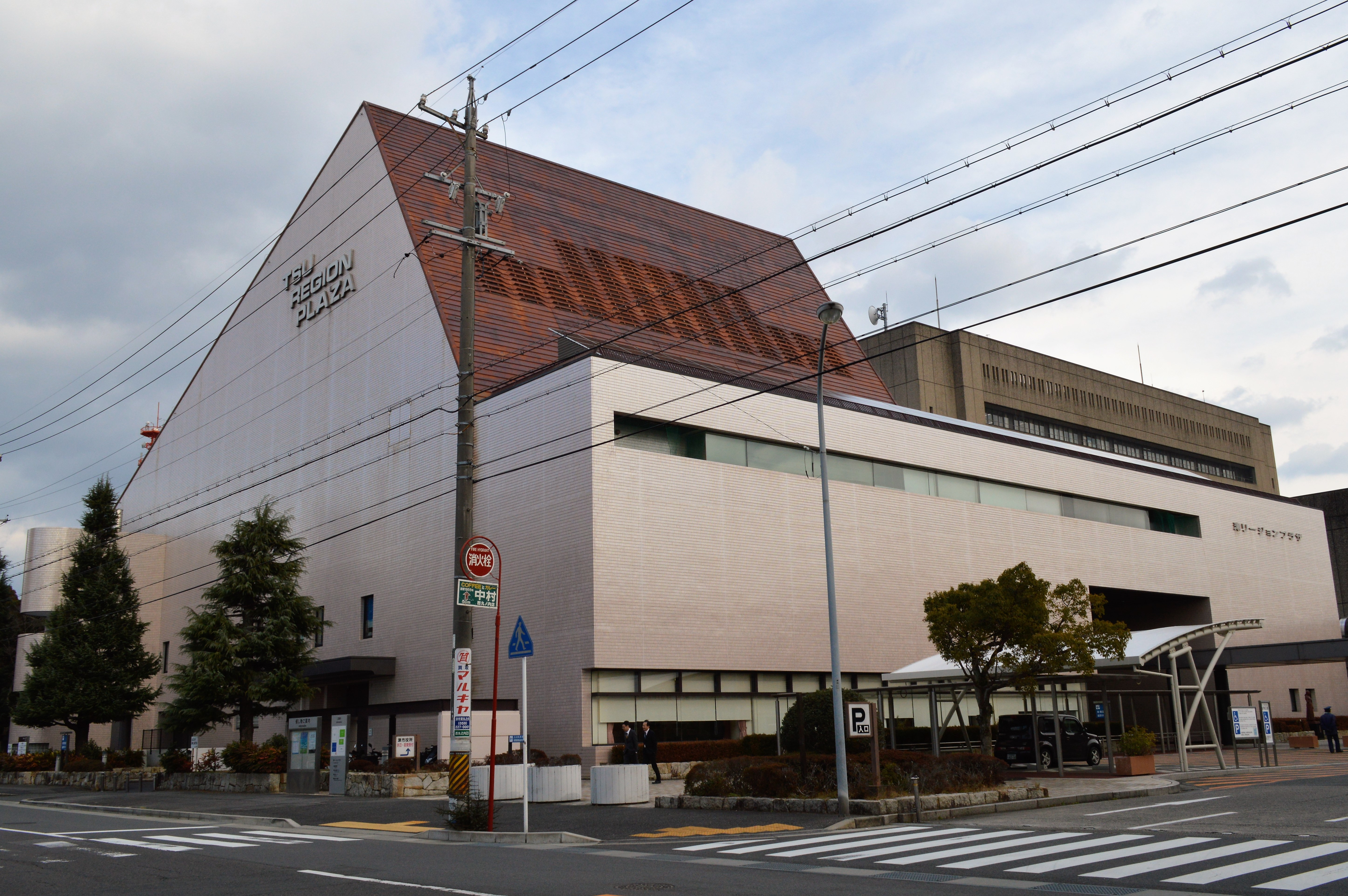
津市津図書館

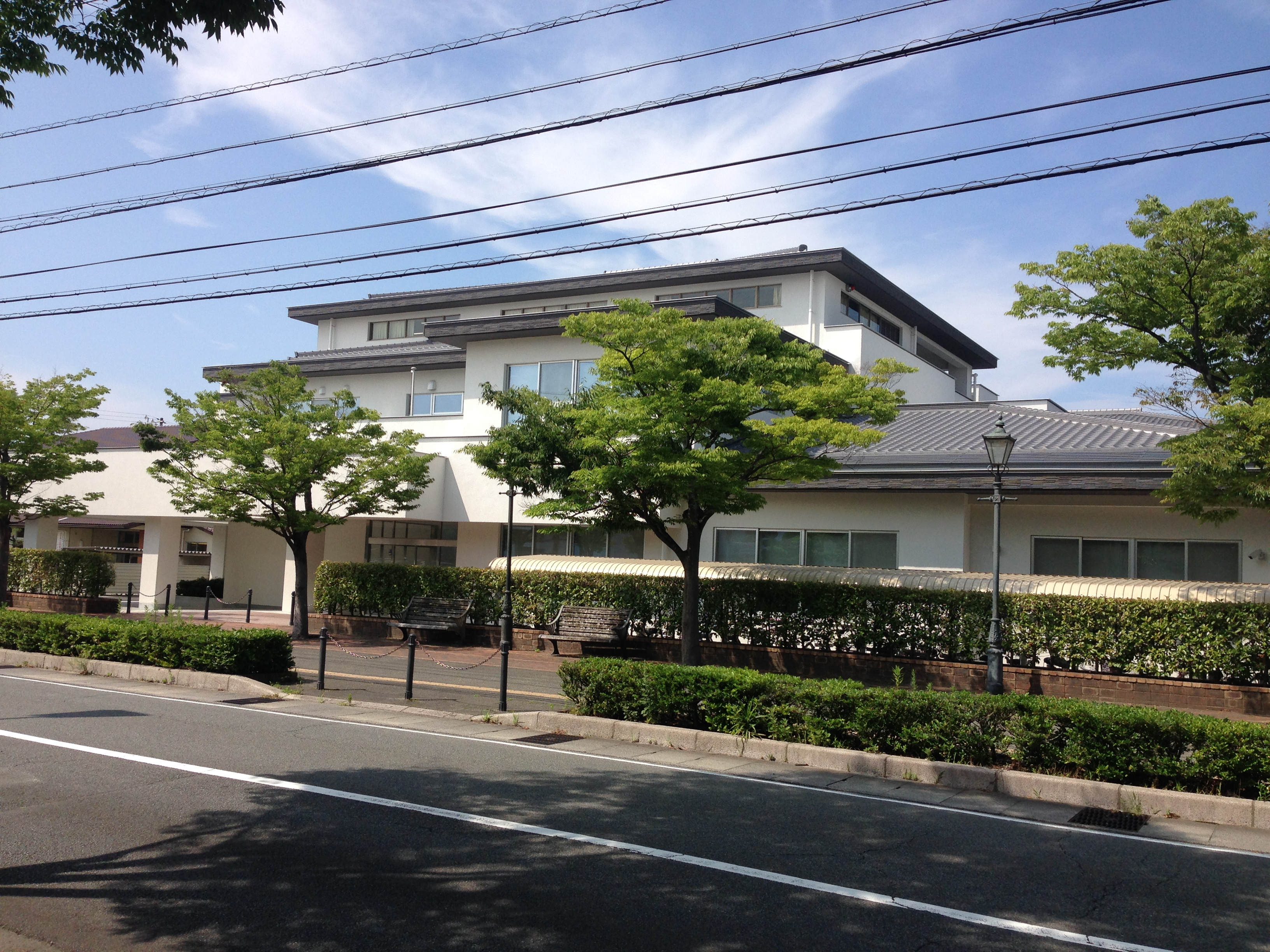
松阪市松阪図書館

    - 津市久居ふるさと文学館ポルタひさいふれあい図書室

  - 津市河芸図書館※
  - 津市芸濃図書館※
  - 津市美里図書館※
  - 津市安濃図書館※
  - 津市きらめき図書館※
  - 津市一志図書館※
  - 津市うぐいす図書館※
- 松阪市図書館
  - 松阪市松阪図書館※
  - 松阪市嬉野図書館※
  - 三雲みんなの図書館コミュカル※
  - 飯南公民館図書コーナー
  - 飯高図書コーナー

多気郡
- 多気町立図書館
  - 多気町立多気図書館※
  - 多気町立勢和図書館※
- 大台町立図書館※
- 明和町立図書館※

### 南勢志摩

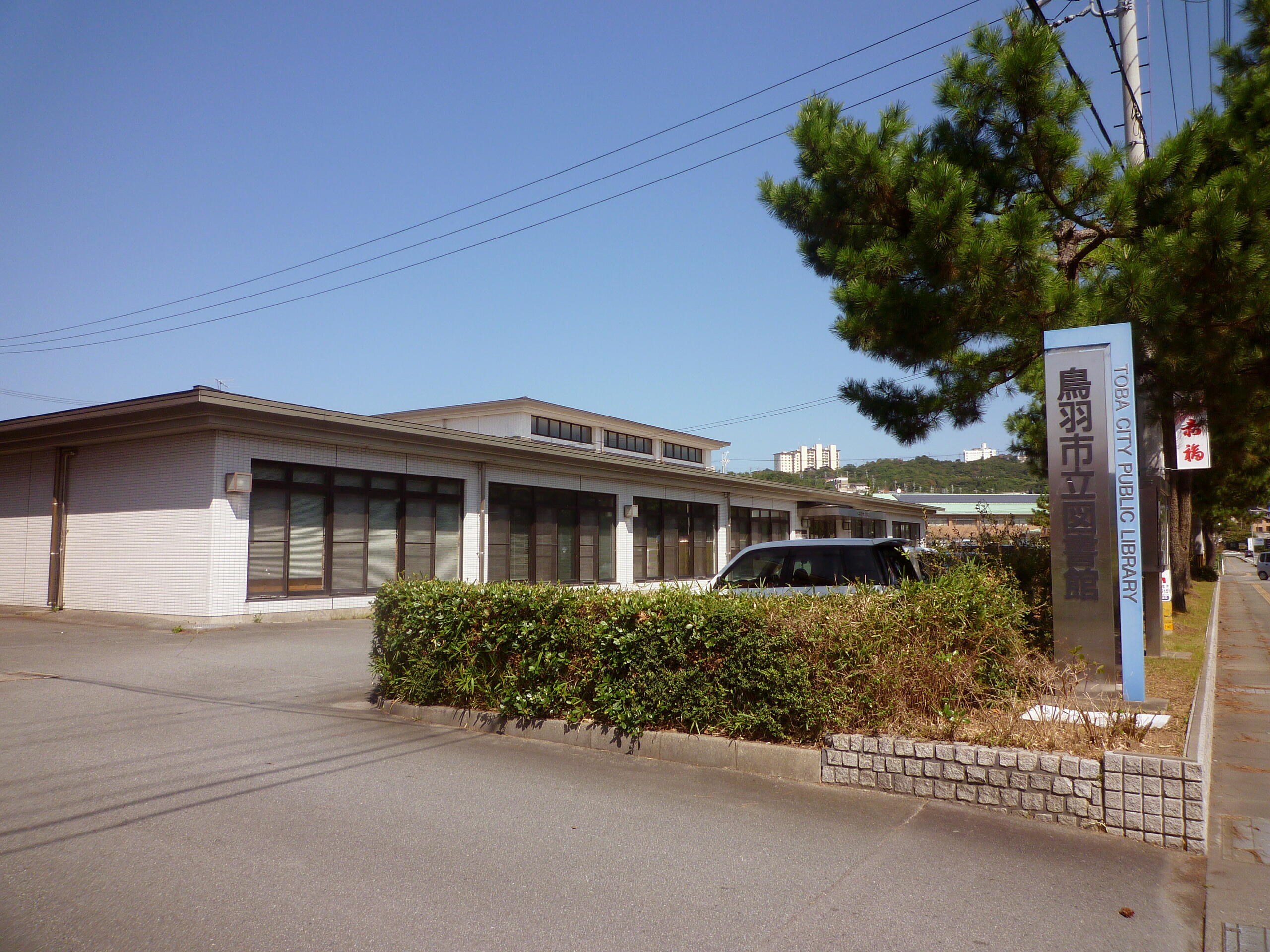
鳥羽市立図書館

- 伊勢市立図書館
  - 伊勢市立伊勢図書館※
  - 伊勢市立小俣図書館※
- 鳥羽市立図書館※
- 志摩市立図書館※
  - 志摩図書室※
  - 磯部図書室※
  - 大王図書室
  - 浜島図書室
- 玉城町図書館
- 度会町中央公民館図書室
- 度会町地域交流センター図書室
- みなみいせ図書室※
- なんとうふれあい図書室※

### 東紀州

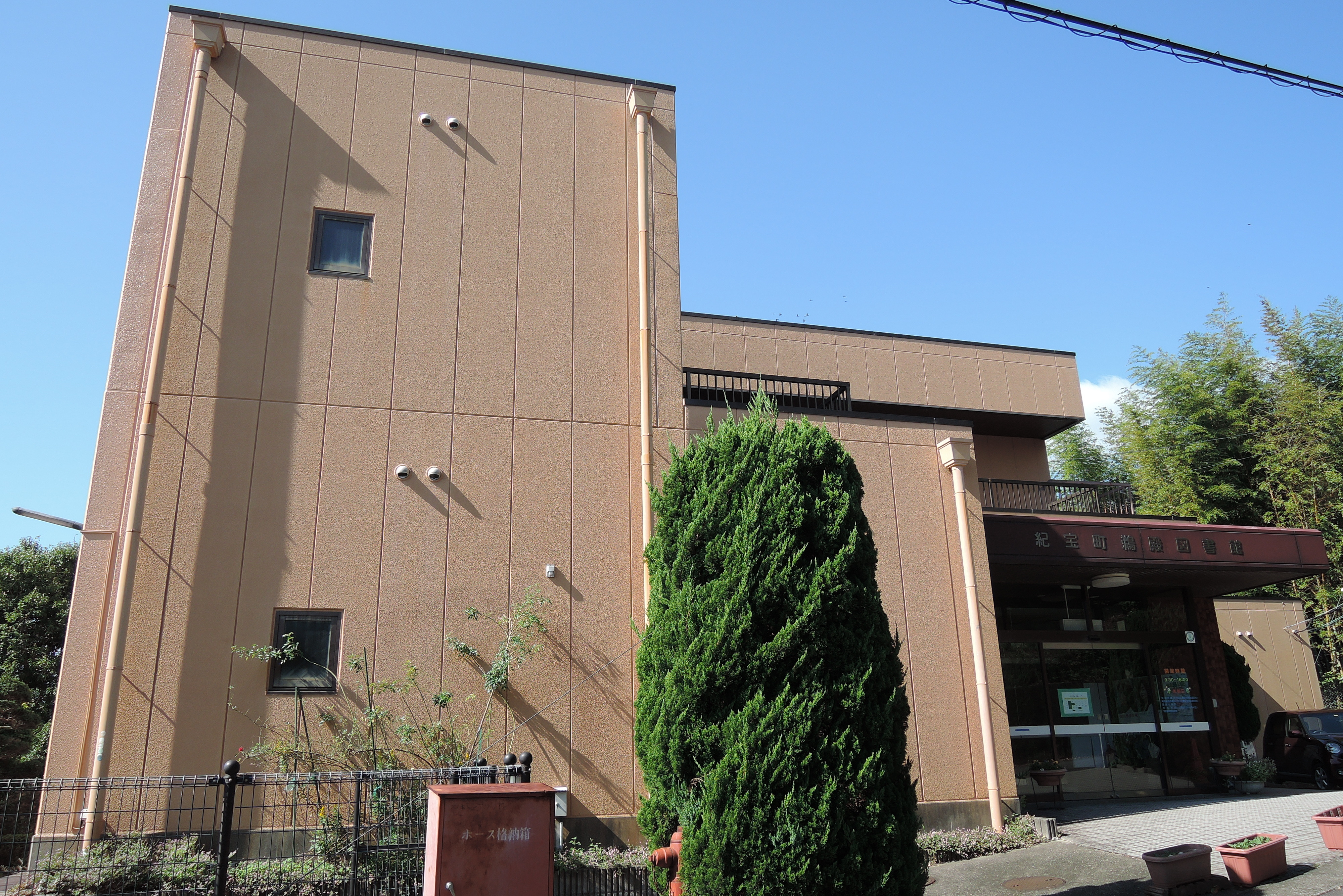
紀宝町立鵜殿図書館

- 尾鷲市立図書館※
- 熊野市立図書館※

北牟婁郡
- 紀北町図書館
  - 紀北町紀伊長島図書室※
  - 紀北町海山図書室

南牟婁郡
- 紀宝町立図書館※

## 私立図書館

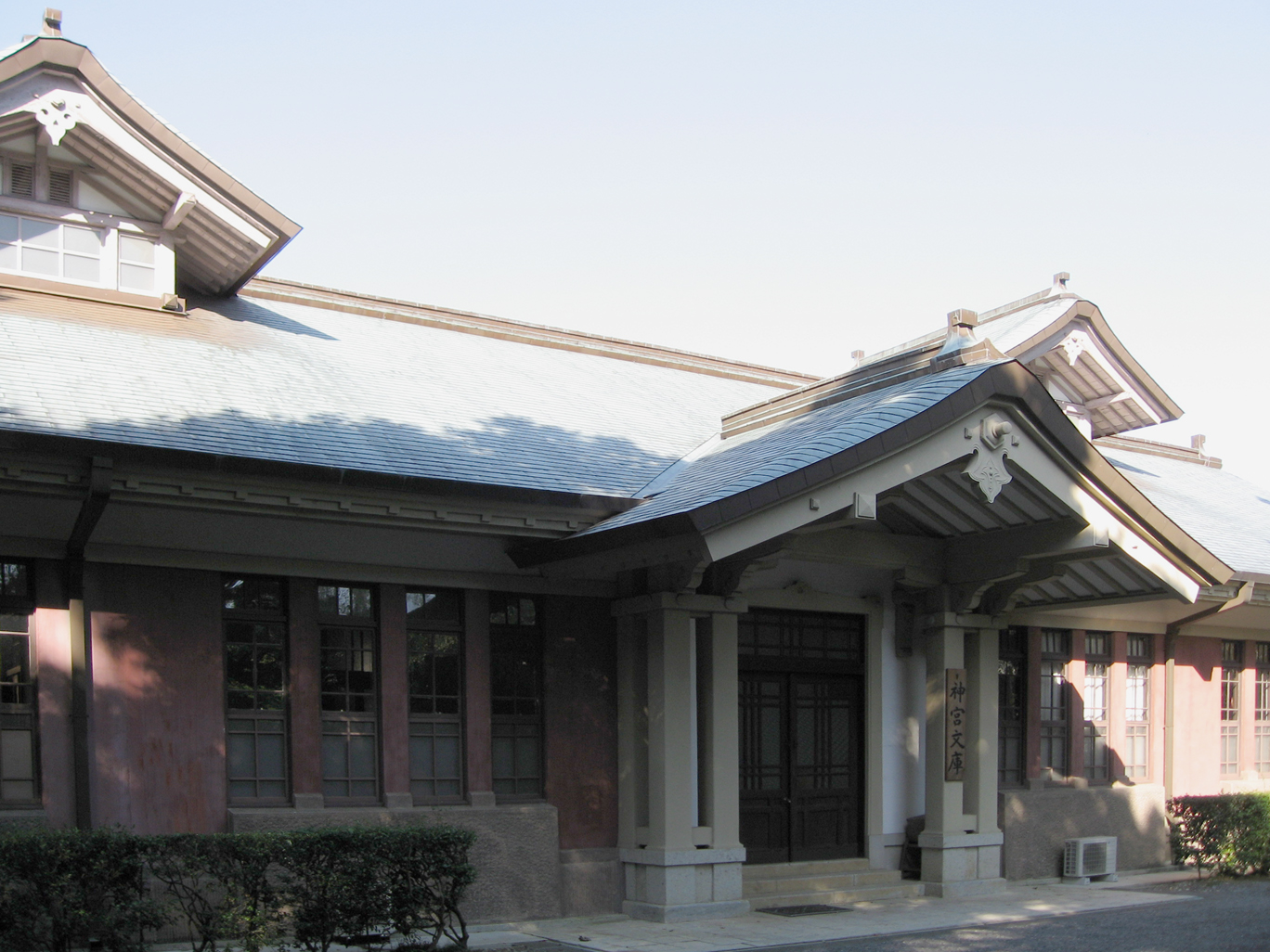
神宮文庫

いなべ市
- 一節庵

津市
- 三重県視覚障害者支援センター※
- 三重建設図書館（2006年閉館）

伊賀市
- 上野点字図書館

伊勢市
- 神宮文庫※

多気郡
- 少女まんが館 TAKI 1735

## 大学図書館
四日市市
- 四日市大学情報センター
- 四日市看護医療大学図書館
- ユマニテク短期大学図書館※

鈴鹿市
- 鈴鹿工業高等専門学校図書館※
- 鈴鹿医療科学大学附属図書館※
- 鈴鹿大学・鈴鹿大学短期大学部附属図書館※

津市

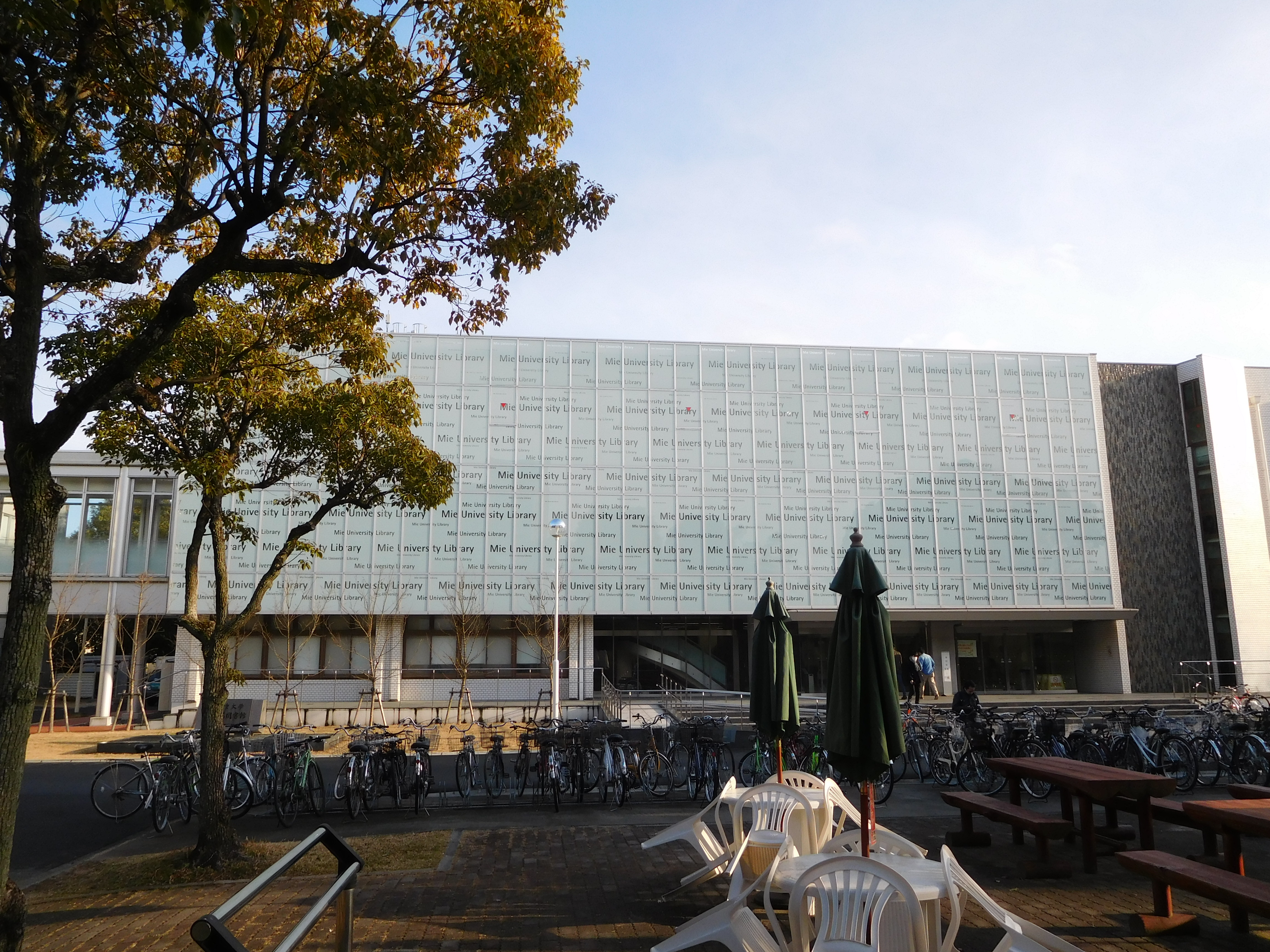
三重大学情報教育・研究機構情報ライブラリーセンター（附属図書館）

- 三重大学情報教育・研究機構情報ライブラリーセンター※
- 三重県立看護大学附属図書館※
- 津市立三重短期大学附属図書館※
- 高田短期大学付属図書館※

伊勢市
- 皇學館大学附属図書館※

鳥羽市
- 鳥羽商船高等専門学校図書館※